# Puchar Niepodległości w piłce siatkowej (2024)
Puchar Niepodległości w piłce siatkowej 2024 – czwarta edycja turnieju o siatkarski Puchar Niepodległości zorganizowana przez Albański Związek Piłki Siatkowej (Federata Shqiptare e Volejbollit, FSHV) we współpracy z Związkiem Piłki Siatkowej Kosowa (Federata e Volejbollit e Kosovës, FVK) z okazji dni niepodległości i wyzwolenia Albanii. Rozegrana została w dniach 22-24 listopada 2024 roku w hali sportowej przy 9-letniej szkole Farkë e Vogël w Tiranie.
W turnieju uczestniczyło osiem zespołów – cztery męskie, tj. Partizani i Skënderbeu z Albanii, Ferizaj z Kosowa i Shkëndija z Macedonii Północnej, oraz cztery kobiece, tj. Partizani i Skënderbeu z Albanii oraz Fer Volley i Skenderaj z Kosowa. Rozgrywki składały się z półfinałów i finału.
Puchar Niepodległości zdobyły kluby Partizani w turnieju mężczyzn oraz Skenderaj w turnieju kobiet.

## Drużyny uczestniczące
W Pucharze Niepodległości 2024 zarówno w turnieju mężczyzn, jak i kobiet uczestniczyły cztery drużyny.
| Albania                   |
| ------------------------- |
| Partizani Volley (Tirana) |
| KSHS Skënderbeu (Korcza)  |
| Kosowo                    |
| KV Ferizaj                |
| Macedonia Północna        |
| KV Shkëndija (Tetowo)     |

| Albania                   |
| ------------------------- |
| Partizani Volley (Tirana) |
| KSHS Skënderbeu (Korcza)  |
| Kosowo                    |
| KV Fer Volley             |
| KV Skenderaj              |

## Turniej mężczyzn

### Drabinka
|  |            |            |           |           |   |            |            |       |
|  | Półfinały  | Półfinały  | Półfinały |           |   | Finał      | Finał      | Finał |
|  | Półfinały  | Półfinały  | Półfinały |           |   | Finał      | Finał      | Finał |
|  |            |            |           |           |   |            |            |       |
|  |            |            |           |           |   |            |            |       |
|  | Ferizaj    | Ferizaj    | 0         |           |   |            |            |       |
|  | Ferizaj    | Ferizaj    | 0         |           |   |            |            |       |
|  | Skënderbeu | Skënderbeu | 3         |           |   |            |            |       |
|  | Skënderbeu | Skënderbeu | 3         |           |   | Skënderbeu | Skënderbeu | 0     |
|  |            |            |           |           |   | Skënderbeu | Skënderbeu | 0     |
|  |            |            | Partizani | Partizani | 3 |            |            |       |
|  | Partizani  | Partizani  | Partizani | Partizani | 3 | 3          |            |       |
|  | Partizani  | Partizani  |           |           |   |            |            |       |
|  | Shkëndija  | Shkëndija  | 0         |           |   |            |            |       |
|  | Shkëndija  | Shkëndija  | 0         |           |   |            |            |       |
|  |            |            |           |           |   |            |            |       |

### Półfinały
| 23.11.2024 17:00 (UTC+1) | Ferizaj | 0:3 (22:25, 19:25, 20:25) | Skënderbeu | Salla Sportive në Farkë, Tirana Sędziowie: Roland Mujo i Liridon Pllana |

| 23.11.2024 19:00 (UTC+1) | Partizani | 3:0 (25:16, 25:13, 25:11) | Shkëndija | Salla Sportive në Farkë, Tirana Sędziowie: Elmi Zymeri i Edison Kurti |

### Finał
| 24.11.2024 15:00 (UTC+1) | Partizani | 3:0 (25:20, 25:13, 25:22) | Skënderbeu | Salla Sportive në Farkë, Tirana Sędziowie: Enri Zenullari i Elmi Zymeri |

## Turniej kobiet

### Drabinka
|  |            |            |           |           |   |           |           |       |
|  | Półfinały  | Półfinały  | Półfinały |           |   | Finał     | Finał     | Finał |
|  | Półfinały  | Półfinały  | Półfinały |           |   | Finał     | Finał     | Finał |
|  |            |            |           |           |   |           |           |       |
|  |            |            |           |           |   |           |           |       |
|  | Skënderbeu | Skënderbeu | 1         |           |   |           |           |       |
|  | Skënderbeu | Skënderbeu | 1         |           |   |           |           |       |
|  | Skenderaj  | Skenderaj  | 3         |           |   |           |           |       |
|  | Skenderaj  | Skenderaj  | 3         |           |   | Skenderaj | Skenderaj | 3     |
|  |            |            |           |           |   | Skenderaj | Skenderaj | 3     |
|  |            |            | Partizani | Partizani | 2 |           |           |       |
|  | Fer Volley | Fer Volley | Partizani | Partizani | 2 | 2         |           |       |
|  | Fer Volley | Fer Volley |           |           |   |           |           |       |
|  | Partizani  | Partizani  | 3         |           |   |           |           |       |
|  | Partizani  | Partizani  | 3         |           |   |           |           |       |
|  |            |            |           |           |   |           |           |       |

### Półfinały
| 22.11.2024 17:00 (UTC+1) | Skënderbeu | 1:3 (21:25, 23:25, 25:20, 18:25) | Skenderaj | Salla Sportive në Farkë, Tirana Sędziowie: Liridon Pllana i Ardit Nurja |

| 22.11.2024 19:00 (UTC+1) | Fer Volley | 2:3 (22:25, 25:23, 25:17, 18:25, 17:19) | Partizani | Salla Sportive në Farkë, Tirana Sędziowie: Tedi Zguri i Elmi Zymeri |

### Finał
| 24.11.2024 12:00 (UTC+1) | Skenderaj | 3:2 (19:25, 20:25, 25:13, 25:20, 15:11) | Partizani | Salla Sportive në Farkë, Tirana Sędziowie: Liridon Pllana i Enea Dusha |